# Józef Ingersleben
Józef Adolf Ingersleben (ur. 1890, zm. 1945) – polski sędzia.

## Życiorys
Syn Leopolda (ur. 1849) i Sophie Berty z d. Krueger (ur. 1850). 1 września 1917 został mianowany sekretarzem urzędu prokuratorskiego przy Sądzie Apelacyjnym w Warszawie. Aplikant, mianowany podprokuratorem przy Sądzie Okręgowym w Łodzi. 5 maja 1926 został wybrany do Zarządu Towarzystwa Prawniczego w Łodzi, w którym był bibliotekarzem. Jako sędzia Sądu Okręgowego w Łodzi, 7 listopada 1929 został mianowany wiceprezesem Sądu Okręgowego w Radomiu. W latach 1933–1939 był wiceprezesem Sądu Okręgowego w Lublinie. 11 listopada 1937 został odznaczony Krzyżem Oficerskim Orderu Odrodzenia Polski.
W czasie II wojny światowej kierował Sądem Apelacyjnym w Lublinie z ramienia władz niemieckich.
Był mężem Heleny Zenobii z Bogdańskich (ur. 1896).